# Tesla Model X
Tesla Model X – elektryczny samochód osobowy typu crossover coupe klasy wyższej produkowany pod amerykańską marką Tesla od 2015 roku.

## Historia i opis modelu

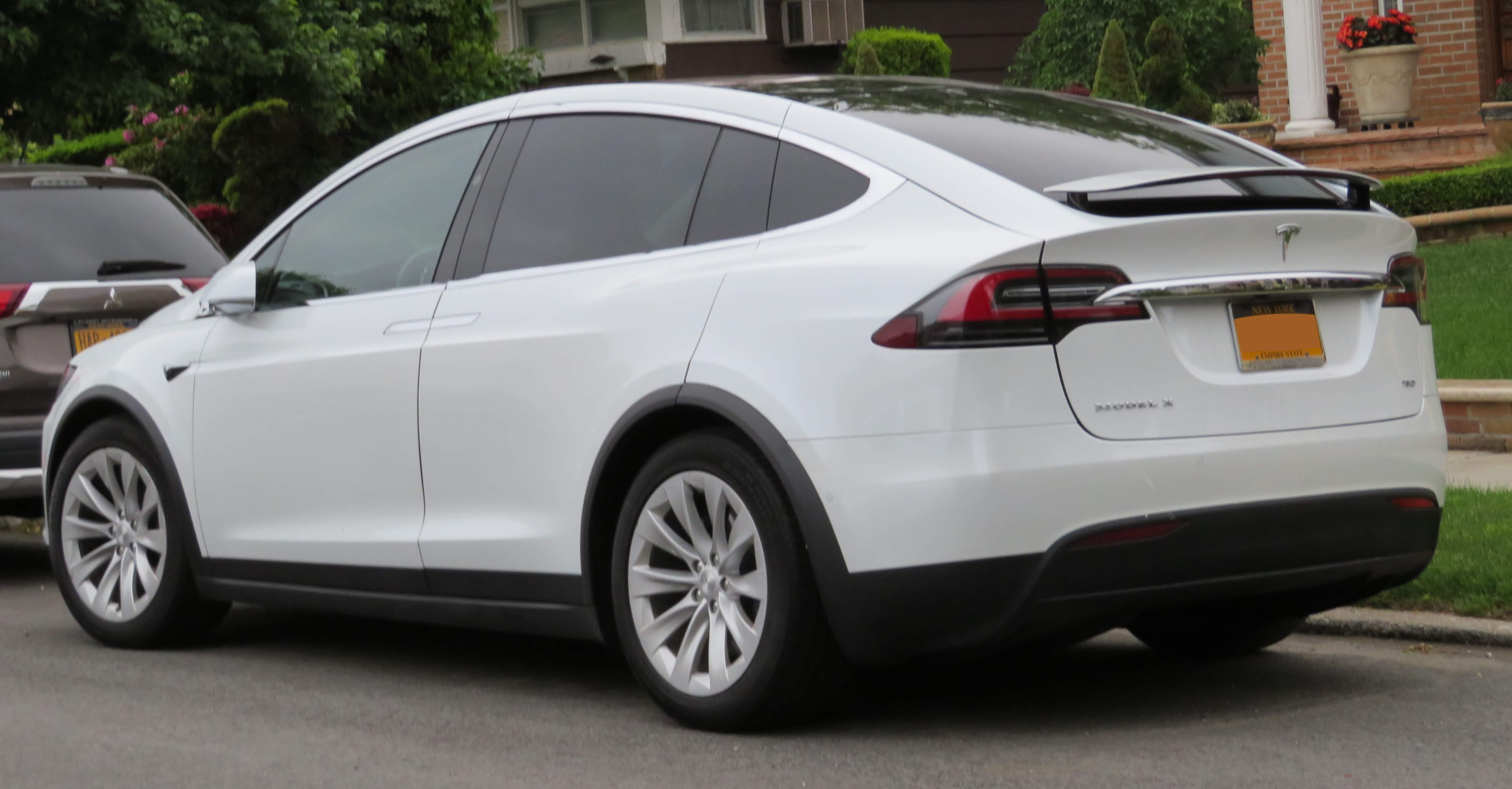
Tesla Model X – tył

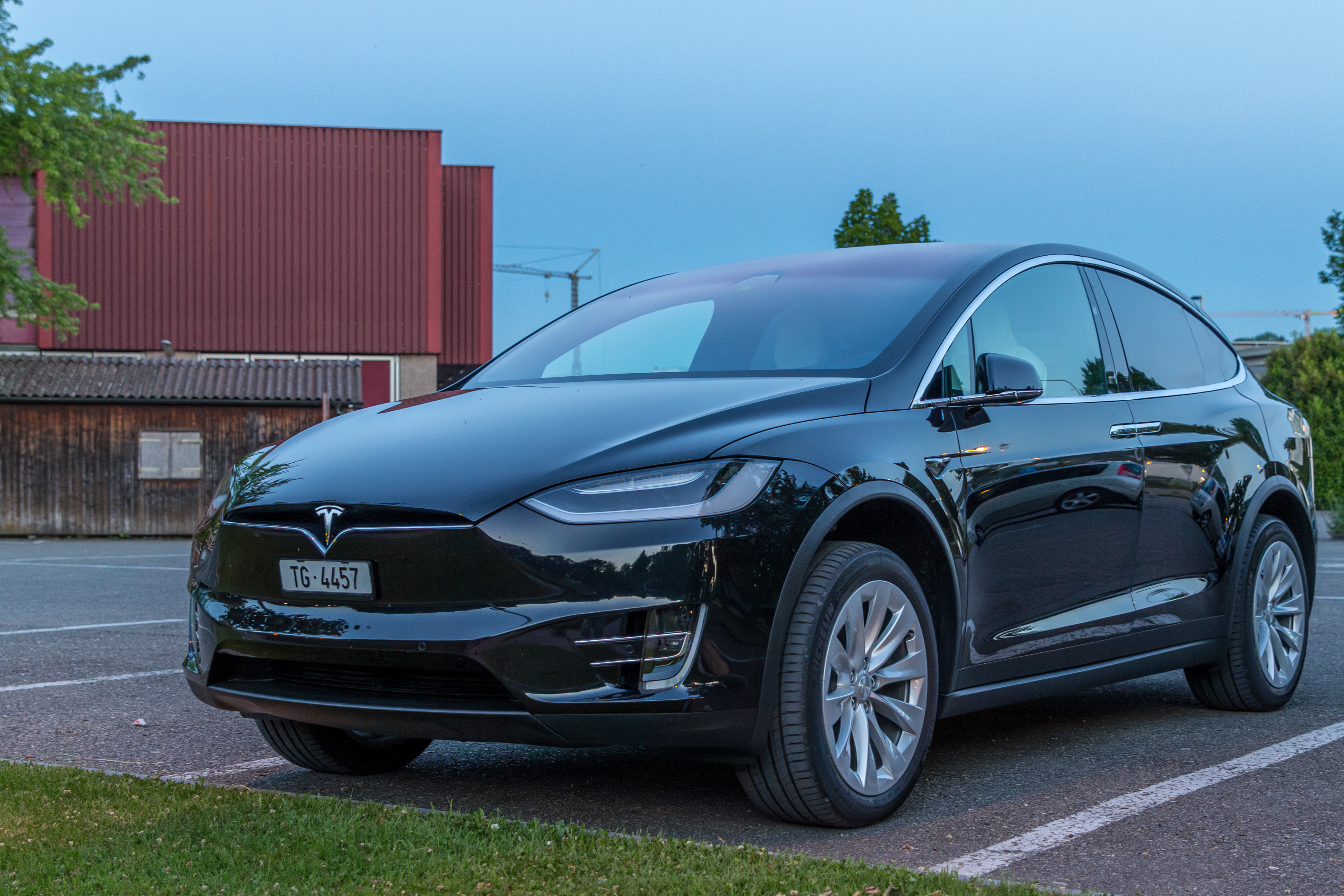
Tesla Model X 90D

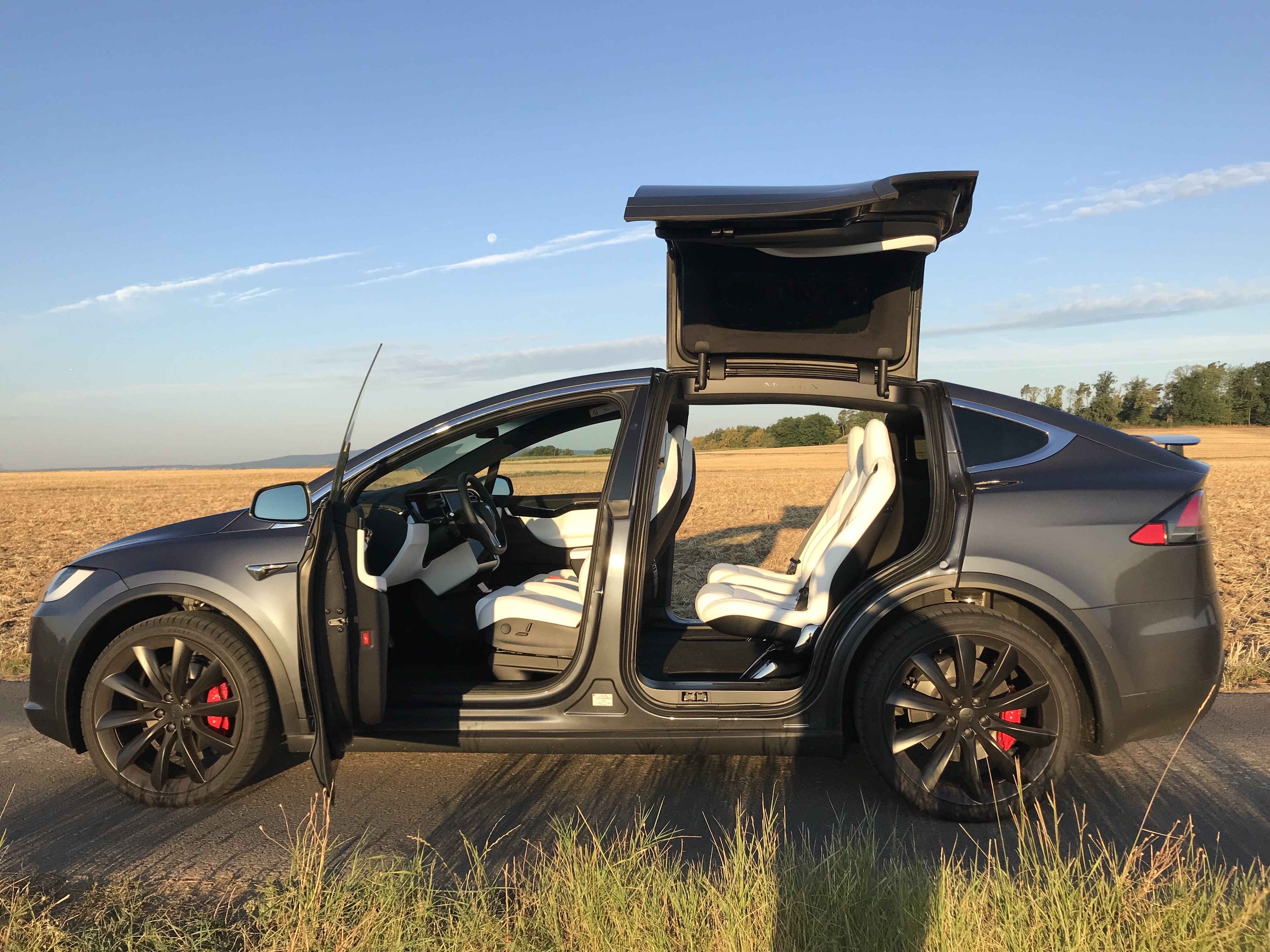
Tesla Model X - drzwi

Pierwszą oficjalną zapowiedzią samochodu typu crossover konstrukcji Tesli został prototyp Model X. Studium zostało po raz pierwszy zaprezentowane podczas Tesla Design Studio w Los Angeles 9 lutego 2012 roku.
Seryjna Tesla Model X została przedstawiona po raz pierwszy w październiku 2015 roku, przechodząc obszerne modyfikacje wizualne w stosunku do poprzedzającego ją studium. Samochód zyskał bardziej aerodynamiczną sylwetkę, z ostrzejszymi kantami i nowym kształtem reflektorów.
Pojazd powstał na bazie Modelu S, dzieląc z nim deskę rozdzielczą i wiele elementów wnętrza. Charakterystycznym elementem zostały tylne drzwi, które otwierają się do góry jak w Mercedesie Gullwing. Wyposażono je w dodatkowy przegub dający możliwość otwarcia drzwi w ciasnych miejscach.
Samochód standardowo wyposażony jest tak jak Model S w 17-calowy dotykowy tablet multimedialny służący do sterowania systemami pojazdu m.in. klimatyzacją i radiem oraz z funkcją dostępu do Internetu oraz integracji z telefonami komórkowymi.

### Lifting
Równolegle z Modelem S, Tesla Model X przeszła pod koniec stycznia 2021 roku obszerną restylizację. Z zewnątrz pojazd zyskał nową stylizację zderzaków i nowe wzory alufelg, z kolei w kabinie pasażerskiej zastosowano zupełnie nowy projekt kokpitu nawiązujący wyglądem do mniejszych i nowszych modeli 3 i Y.
Nowy projekt deski rozdzielczej utworzyły wyżej umieszczone cyfrowe zegary, a także nowy, 17-calowy wyświetlacz systemu multimedialnego, który zyskał horyzontalny kształt zamiast dotychczasowego, wertykalnego. Innym charakterystycznym elementem został opcjonalny dwuramienny wolant, który zastąpił w topowych wariantach tradycyjne koło kierownicy. 

### Dane techniczne
Pojazd dostępny z napędem na cztery koła napędzany jest przez dwa silniki elektryczne umieszczone pomiędzy kołami każdej z osi. Zasięg auta zależy od akumulatorów (60 kWh, 70 kWh, 85 kWh, 90 kWh, 100 kWh) w takiej samej konfiguracji jak w Modelu S, jednak z uwagi na masę auta będzie on nieco niższy.